# Institut universitaire de technologie de Mulhouse

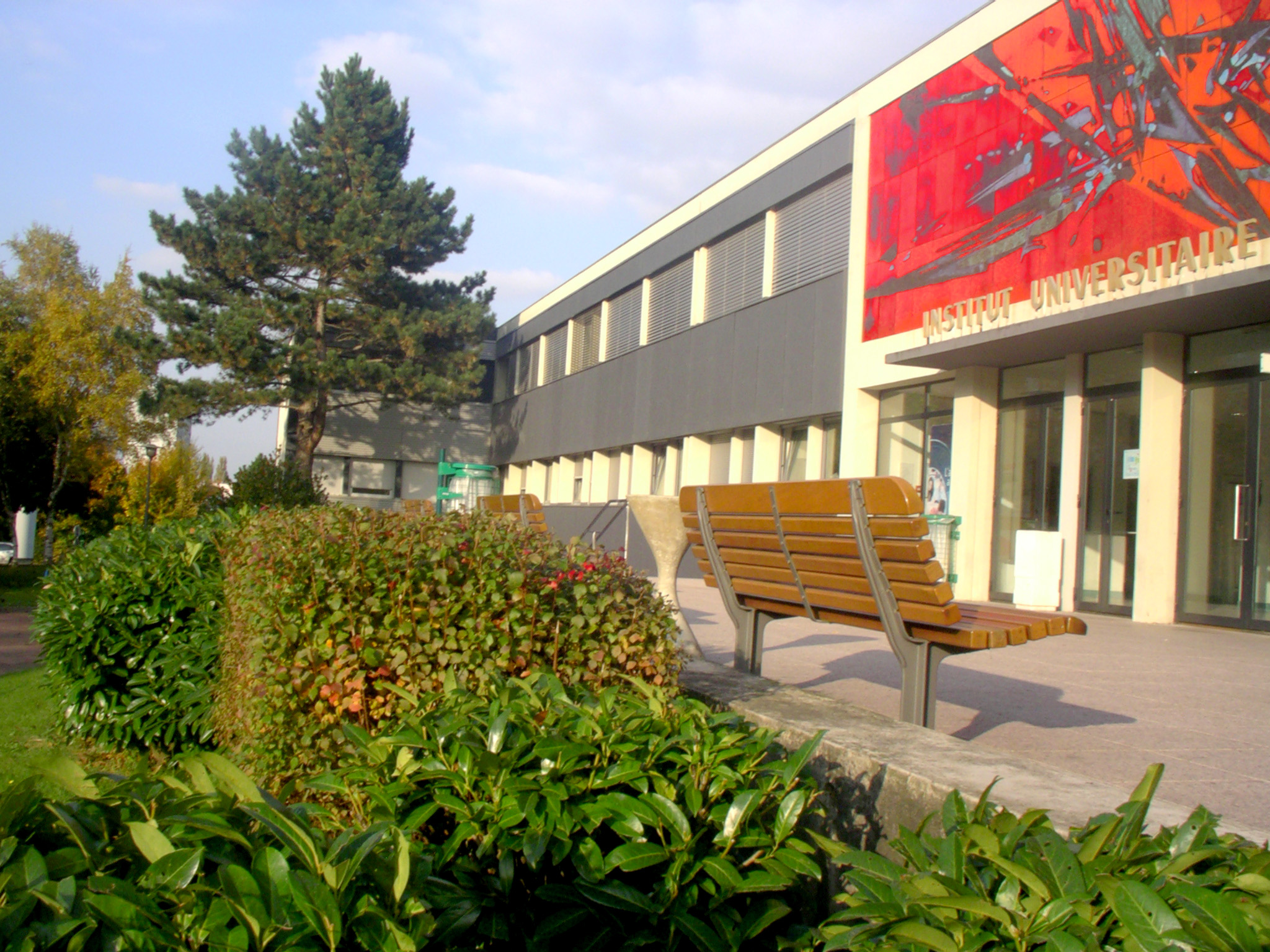
Entrée de l'IUT

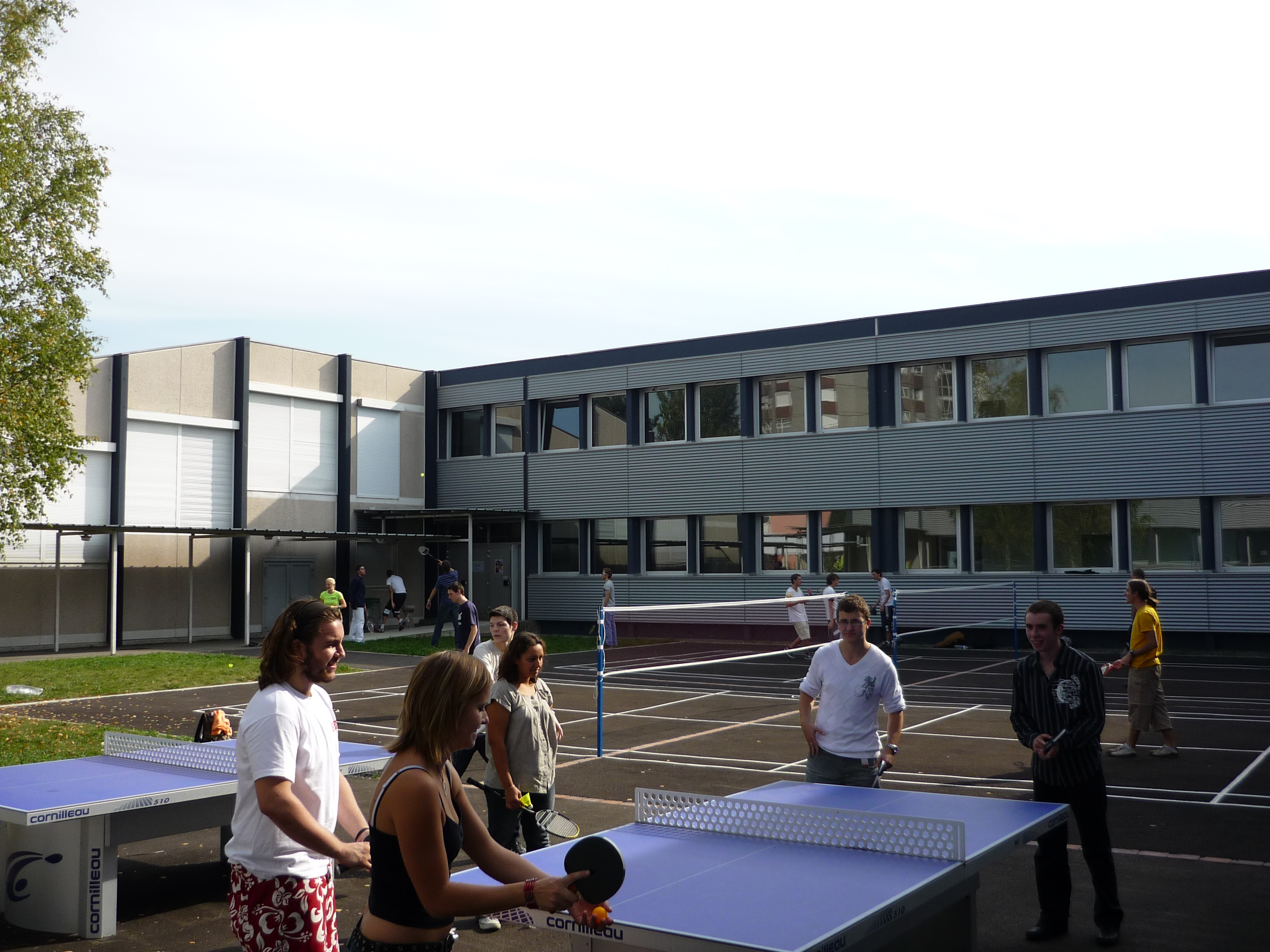
Infrastructures sportives de l'IUT

Composante de l'Université de Haute Alsace, l'institut universitaire de technologie de Mulhouse est situé dans le quartier des Coteaux à Mulhouse, dans le prolongement du campus de l'Illberg. Il propose une offre de formation variée : 6 BUT, 11 licences professionnelles, 2 formations comptables et 2 formations trinationales. 
Avec pour priorités l'ouverture à l'international et la création de formations adaptées aux nouveaux marchés, l'IUT de Mulhouse a été le premier en France à développer l’apprentissage universitaire.

## Formations proposées
L’IUT de Mulhouse propose 21 formations diplômantes préparées en temps plein ou par apprentissage,. 
Parmi ces formations, cet IUT a emboité le pas dès la rentrée 2021/2022 à la création en 2019 du Bachelor universitaire de technologie, s'ajoutant aux formations habituellement proposées, et permettant une reconnaissance peut-être plus internationale des cursus supérieurs universitaires français en technologie.
Cet IUT a été aussi un des premiers à opter pour des formations avec apprentissage, une approche qui a longtemps eu une mauvaise image en France en enseignement dit supérieur, alors qu'elle est davantage pratiquée, à l'époque, et avec une image différente, en Allemagne.
Cet IUT, rattaché à l'université de Haute-Alsace (UHA), est mis en exergue par ailleurs dans une analyse comparative de 2021, portant sur les établissements similaires en France.

### Bachelor universitaire de technologie
- Gestion des Entreprises et des Administrations (GEA)
- Management de la logistique et des transports (MLT)
- Métiers du Multimédia et de l'Internet (MMI)
- Génie Électrique et Informatique Industrielle (GEII)
- Génie mécanique et productique (GMP)
- Science et génie des matériaux (SGM)

### Licences professionnelles
- Systèmes Automatisés et Réseaux Industriels : Automatique et Informatique Industrielle

### Formations trinationales
- Management de projet en mécatronique
- Information Communication Systems

### Autres diplômes
- Diplôme de comptabilité et de gestion (par apprentissage exclusivement)
- Diplôme supérieur de comptabilité et de gestion (par apprentissage exclusivement)